# Acronicta major
Acronicta major là một loài bướm đêm trong họ Noctuidae.

## Hình ảnh

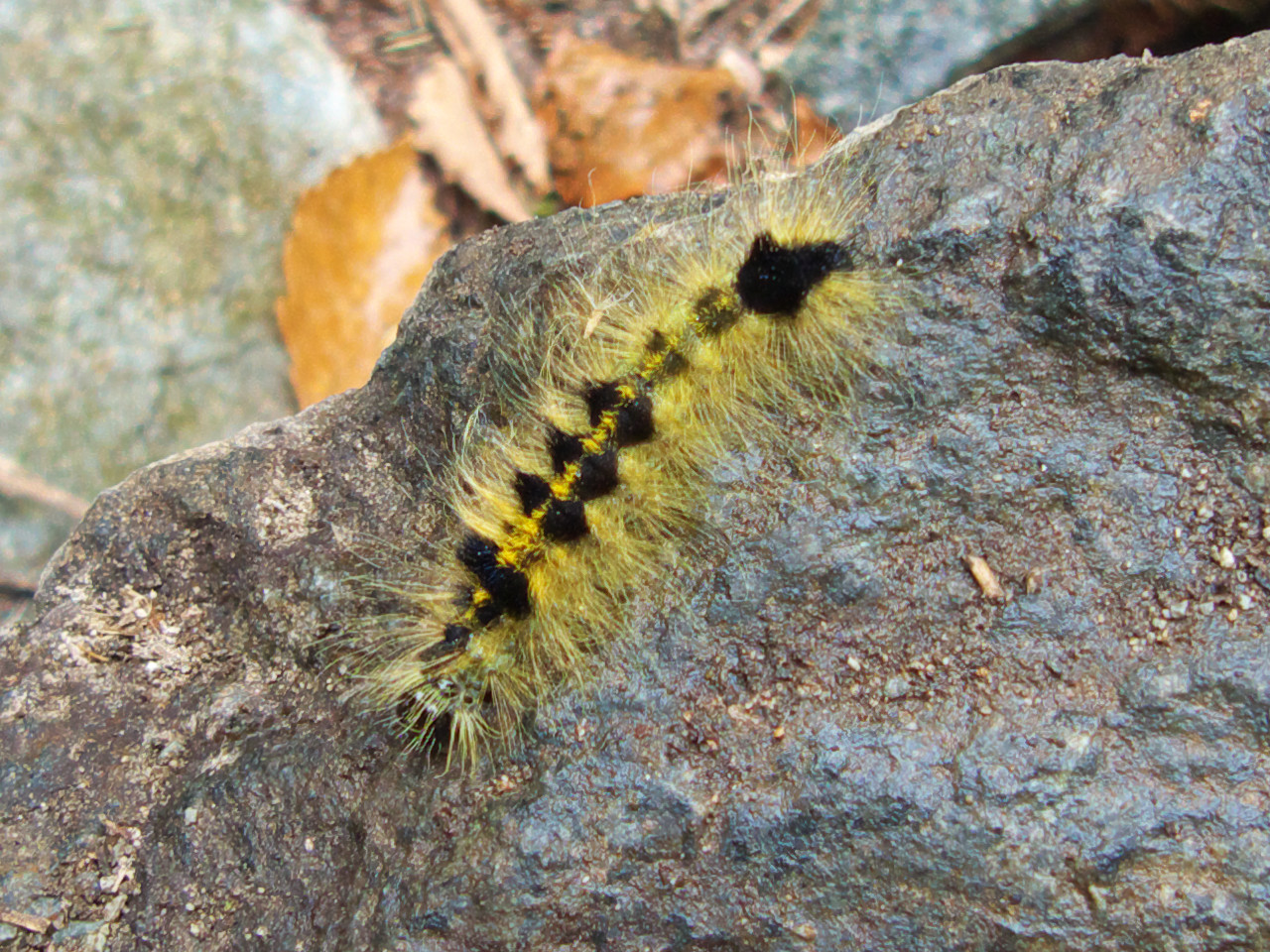